# Ashella giulianii
Ashella giulianii is een keversoort uit de familie van de kortschildkevers (Staphylinidae). De wetenschappelijke naam van de soort werd voor het eerst geldig gepubliceerd in 1978 door Moore als Salinamexus giulianii.